# Хабаров, Леонид Васильевич

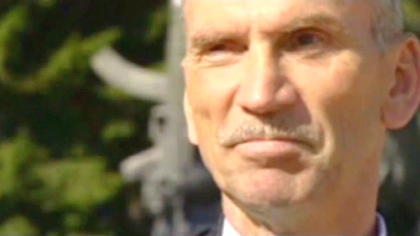
Полковник Хабаров у «Чёрного тюльпана» — монумента воинам-интернационалистам, 2011 год.

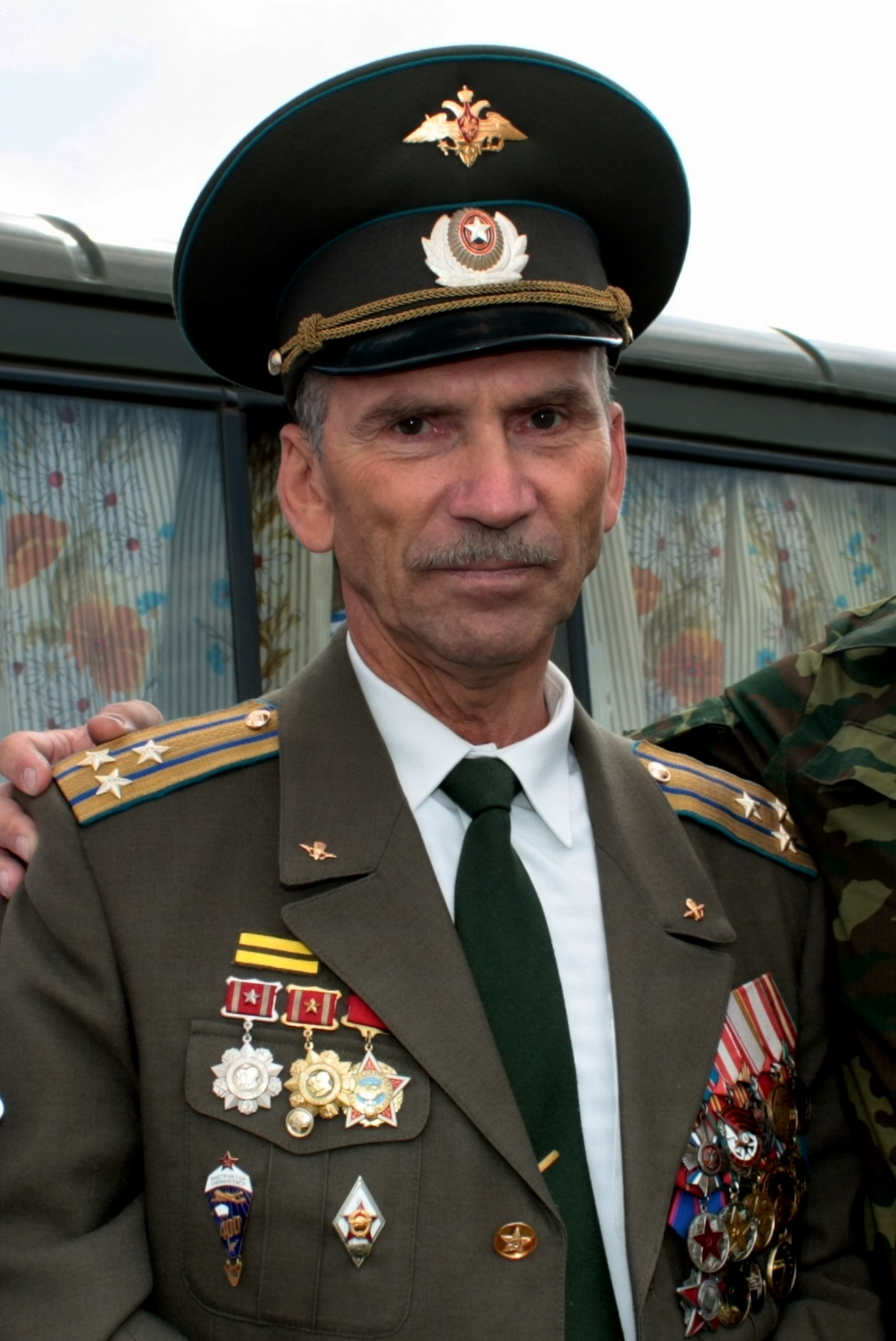
Полковник Леонид Хабаров, 2011 год.

Леони́д Васи́льевич Хаба́ров (род. 8 мая 1947, Шадринск, Курганская область) — советский и российский военный, участник войны в Афганистане, полковник в отставке, критик экс-министра обороны Российской Федерации Анатолия Сердюкова и проводимой им военной реформы в целом. Знаменит в первую очередь тем, что десантно-штурмовой батальон под его командованием первым из состава 40-й армии пересёк границу с Демократической республикой Афганистан и после 450-километрового марша без потерь занял стратегически важный перевал Саланг, а он сам, в звании капитана, стал его первым советским комендантом. За мужество и героизм, проявленные при выполнении интернационального долга в Демократической республике Афганистан, Леонид Хабаров награждён орденом Красного Знамени и орденом «За военные заслуги», а также медалями. После увольнения в запас из рядов Вооружённых сил России руководил Институтом военно-технического образования и безопасности УГТУ и одновременно был избран заместителем председателя Свердловской областной организации РСВА.
19 июля 2011 года был арестован по подозрению в организации вооружённого мятежа и вовлечении других лиц в террористическую деятельность. Согласно материалам уголовного дела, Хабаров с сообщниками 2 августа 2011 года планировали подорвать опоры линий электропередачи Екатеринбурга, ТЭЦ, железнодорожный тоннель, разрушить все нефте- и газопроводы. Воспользовавшись возникшей паникой, они собирались убить руководителей местных подразделений силовых структур, представителей власти и лидеров еврейской, азербайджанской и армянской диаспор, захватить склады с оружием, установить контроль над спецназом МВД, мобилизовать все воинские части и население, установить контроль над Свердловской областью. 26 февраля 2013 года был осужден Свердловским областным судом на четыре с половиной года колонии общего режима по ч.1 ст.205.1 (вовлечение в террористическую деятельность) и ч.1 ст. 222 УК РФ (незаконный оборот оружия), 16 августа 2013 года приговор был оставлен без изменений Верховным судом.
В различных городах Российской Федерации, а также у российских дипломатических представительств и консульских учреждений в странах СНГ, проводились митинги в поддержку полковника Хабарова и протесты против содержания его под стражей и приговора суда. Писатели и литераторы Аркадий Бабченко, Сергей Беляков, Владимир Бондаренко, Дмитрий Данилов, Всеволод Емелин, Михаил Елизаров, Олег Кашин, Павел Крусанов, Валентин Курбатов, Эдуард Лимонов, Владимир Личутин, Юнна Мориц, Дмитрий Ольшанский, Захар Прилепин, Александр Проханов, Герман Садулаев, Андрей Рубанов, Роман Сенчин, Сергей Шаргунов подписали коллективное обращение в Верховный суд РФ, в котором попросили пересмотреть дело и освободить полковника.
2 июля 2014 года Леонид Хабаров был освобождён из заключения по УДО и вернулся в Екатеринбург.

## Детство и юность

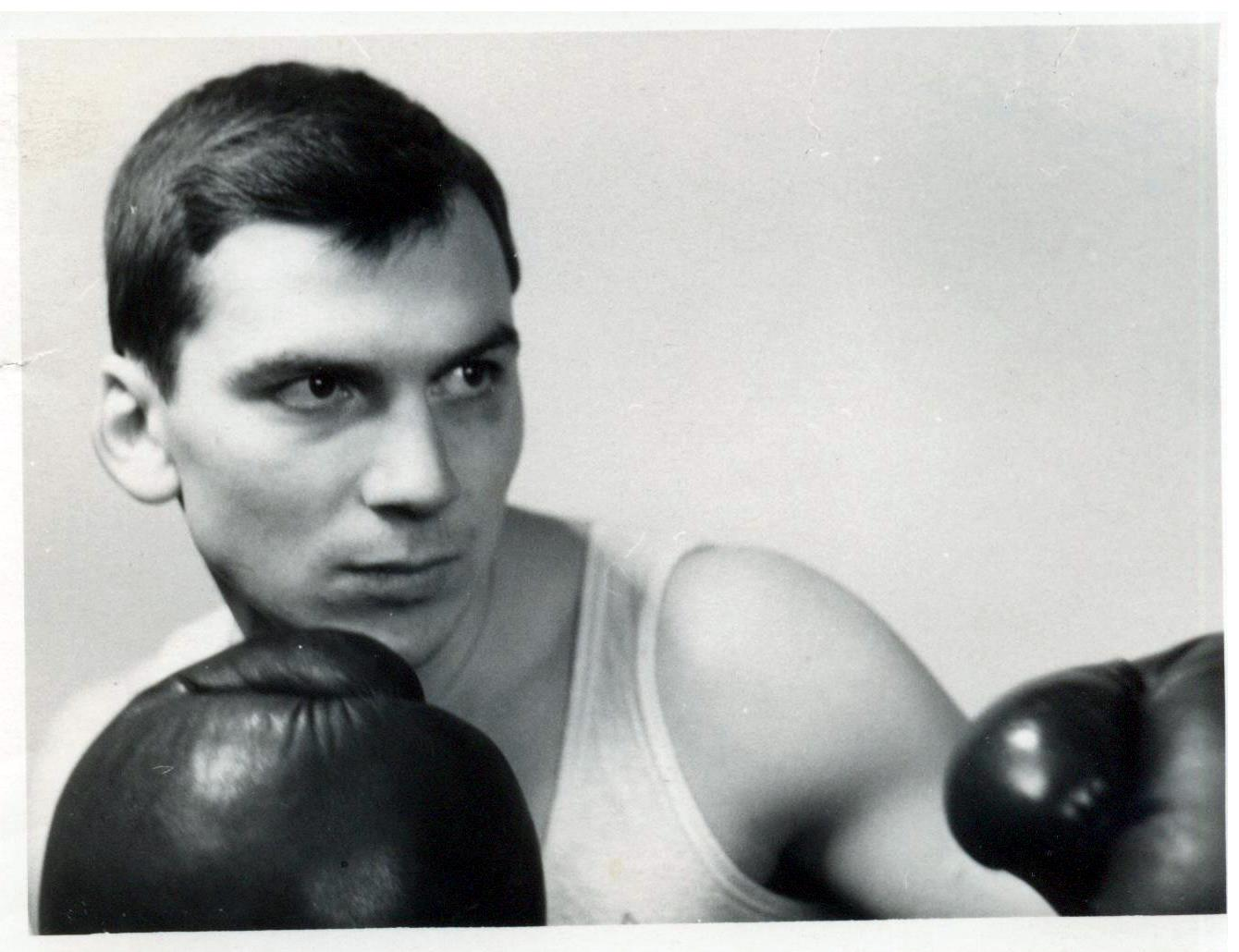
Боксёр-любитель, призёр региональных состязаний Леонид Хабаров. Нач. 1960-х гг.

Леонид Васильевич Хабаров родился 8 мая 1947 года в семье военнослужащего в городе Шадринске Курганской области. Его дед, Степан Никитич Хабаров, офицер Русской армии, участник Русско-японской и Первой мировой войн. Отец, Василий Степанович Хабаров, командир (офицер) Рабоче-крестьянской Красной Армии, участник Великой Отечественной войны, которую окончил в должности начальника штаба стрелкового полка.
После преждевременной смерти отца, мать Леонида Васильевича переехала на родину, в Нижний Тагил. Здесь Леонид Хабаров окончил вечернюю школу, затем профессионально-техническое училище по профессии экскаваторщика. Ещё со школы активно занимался спортом, был сильным и крепким, увлекался боксом. По окончании профтехучилища и проработав год на производстве, Хабаров пытался поступить в авиационное училище, но из-за сломанной во время боксёрского поединка носовой перегородки в лётчики путь ему был закрыт. Врач на медкомиссии так и сказал ему: «Дело безнадёжное, а вот Воздушно-десантные войска как раз для тебя». Время позволяло в тот же год попытаться поступить в Рязанское высшее воздушно-десантное командное училище, но Хабаров решил прежде испытать себя срочной службой. Он вернулся в Нижний Тагил, пошёл в аэроклуб, совершил несколько прыжков с парашютом.

## Военная служба

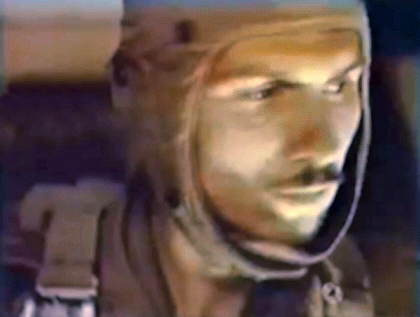
Лейтенант Хабаров стоит у открытого люка за мгновение перед прыжком

Леонид Хабаров в 1966 году был призван в Вооружённые силы СССР, начинал военную службу рядовым в Воздушно-десантных войсках, проходил службу в Прибалтийском и Московском военных округах. После окончания артиллерийского учебного центра служил в десантном полку командиром миномётного расчёта, заместителем командира взвода. После завершения срочной службы в 1968 году гвардии сержант Хабаров поступил в Рязанское гвардейское высшее воздушно-десантное командное училище. Окончил училище в 1972 году и попросился в 105-ю гвардейскую воздушно-десантную дивизию, дислокация Фергана (Краснознамённый Туркестанский военный округ), куда и был направлен на военную службу в должности командира разведывательного взвода, затем стал командиром роты.  Подчинённые командира разведроты Хабарова два года подряд удерживали первенство в ВДВ. В 1975 году 100-я орр под руководством Хабарова покорила пик Дугоба, высотой 4000 метра, на Алайском хребте в Памире. 2 августа 1976 года старший лейтенант Хабаров вместе со своей ротой за сутки поднялся на безымянный пик на Алайском хребте высотой 4664 метра. Высота была названа Пик 46-летия ВДВ.

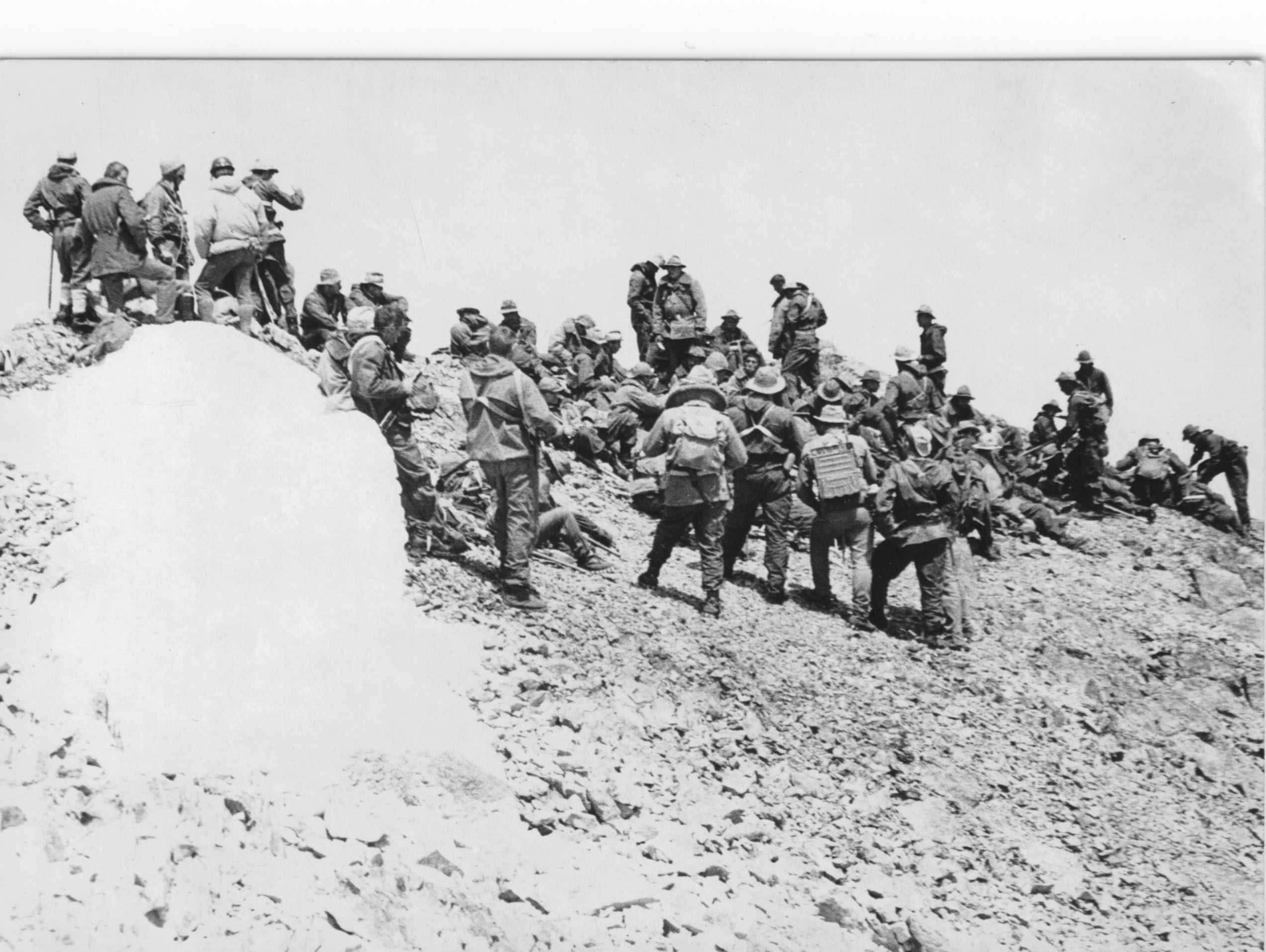
Рота старшего лейтенанта Хабарова покорила вершину Памира, названную Пик 46-летия ВДВ (1976)

Позже, после окончания Хабаровым высших офицерских курсов «Выстрел», генерал В.Ф. Маргелов личным приказом назначил Хабарова в звании старшего лейтенанта командиром парашютно-десантного батальона 105 гв.вдд в Чирчике. После расформирования 105 гв.вдд Хабаров назначен командиром 4-го десантно-штурмового батальона создававшейся 56-й отдельной десантно-штурмовой бригады.
25 декабря 1979 года с 4 ДШБ гвардии капитан Хабаров и вошёл в Демократическую Республику Афганистан.

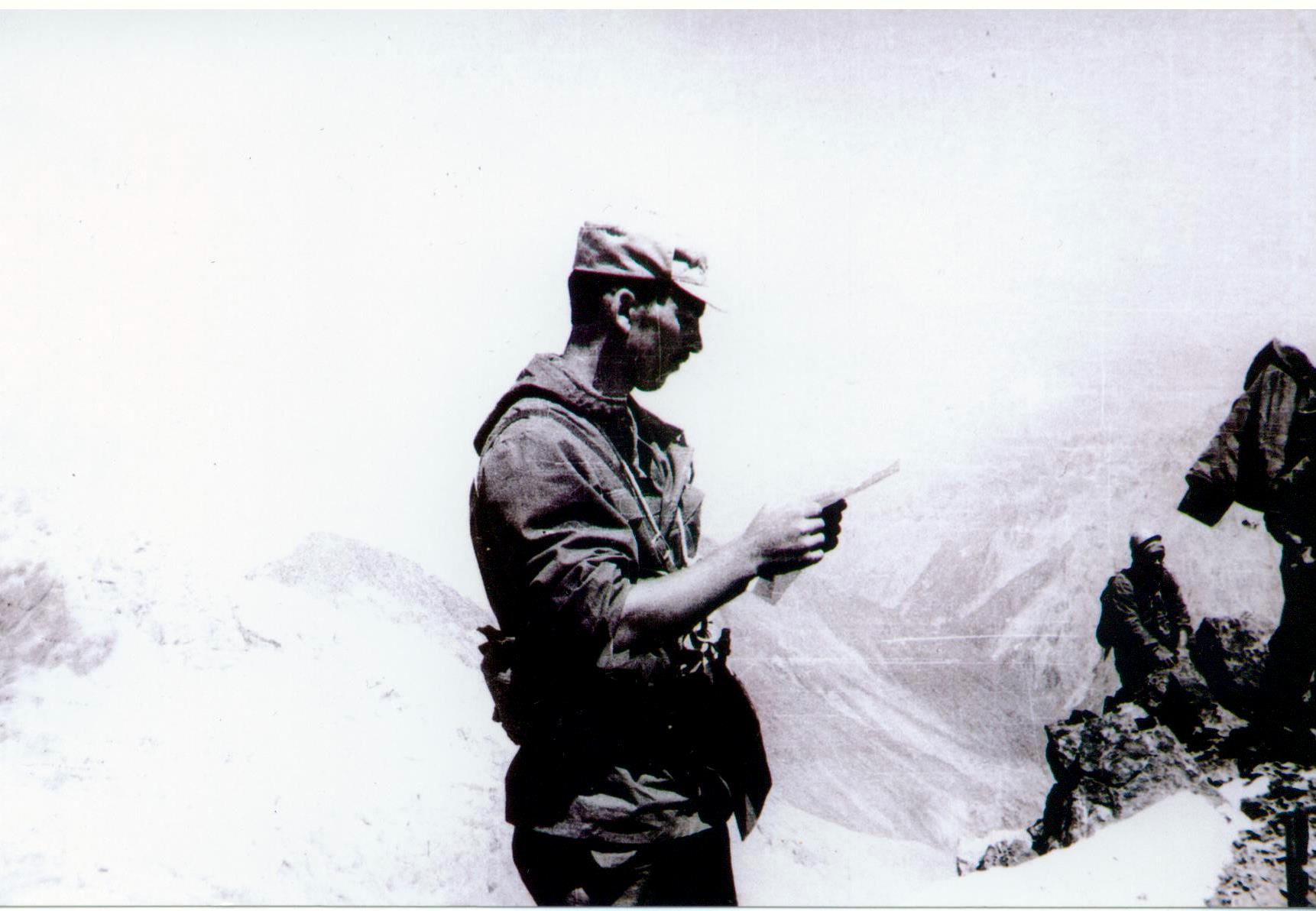
Старший лейтенант Хабаров зачитывает приказ о покорении Пика ВДВ

Офицер — всеобщая гордость! Храбрец из храбрецов! Но не награждён лишь потому, что мы не ведём ведь боёв официально, а представление на Героя давно уже в Москве. Вся рота, как узнала, что Хабаров больше не будет у нас, загоревала. С таким в огонь и в воду. И человек душевный, родной. В пятьсот тысяч афгани оценили его голову душманы. Продешевили явно.
Война в Афганистане (первая командировка)
В полдень 25 декабря 1979 года в войска поступило распоряжение, подписанное министром обороны СССР, о том, чтобы переход и перелёт государственной границы Демократической Республики Афганистан войсками 40-й армии и авиации ВВС начать 25 декабря, в 15:00 по московскому времени. 25 декабря утром, первым подразделением Советской Армии которое по суше переправилось на территорию Афганистана был 781-й отдельный разведывательный батальон 108 мсд. Следом за ним переправился 4-й десантно-штурмовой батальон капитана Хабарова, которому предстояло занять находящийся на полпути до Кабула перевал Саланг, а затем по понтонному мосту под руководством генерал-майора К. А. Кузьмина пошли части 108-й мотострелковой дивизии. Хабаров выполнял различные боевые задачи в Афганистане в должности командира десантно-штурмового батальона, был первым комендантом Саланга, где ему пришлось действовать в тяжёлых условиях высокогорья, при сильном северном ветре со снегопадом. Уже 26 декабря десантниками под командованием Хабарова была отражёна первая организованная атака на перевал. Хабаров со своим батальоном стоял на охране высокогорного тоннеля в Афганистане в условиях, когда температура воздуха снижалась до −40 °C при сильном ветре и метелях. Как отметил генерал-майор Е. Г. Никитенко, имели место попытки воспрепятствовать установлению контроля советскими войсками над перевалом Саланг. Большая группа мятежников пыталась нанести удар по десантно-штурмовому батальону капитана Л. Хабарова во время выставления им постов на перевале. Эта группа имела в своём распоряжении бронетранспортёры и даже танк (как выяснилось позже, угнанный из афганской воинской части перешедшими на сторону мятежников солдатами правительственных войск). Атака мятежников была отражена. Стокилометровый участок дороги, — охранявшийся комбатом Хабаровым, — участок, по которому жителям многих районов Афганистана доставляются из нашей страны хлеб, топливо, передвижные электростанции из СССР, был окрещён «дорогой жизни».
Позднее, капитан Хабаров со своим подразделением был передислоцирован в Кундуз, принимал участие в боях. «С самого начала установления связи запомнился голос Хабарова и по-военному чёткие, ясные и, скажу, требовательные доклады. То дайте ему альпинистов, то снайперских винтовок… В моём представлении образ Хабарова сложился в виде этакого богатыря. Потом встретил его месяца два спустя под Кабулом: худенький, рыженький… Дух у человека был поистине исполинский. Уверенно руководил батальоном», — вспоминал позже генерал-полковник Ю. В. Тухаринов. В целом, батальон Хабарова блестяще справился с поставленной задачей. По настоятельным просьбам его подчинённых и сослуживцев, командир бригады полковник А. П. Плохих отправил в Москву представление Хабарова к званию Героя Советского Союза, но награждён Хабаров не был, ввиду того, что на тот момент официально никаких боевых действий в ДРА не велось. По воспоминаниям сослуживцев, им стало известно, что душманы оценили голову Хабарова в пятьсот тысяч афгани. В конце марта 1980 года, Хабаров получил приказ готовить десантно-штурмовой батальон к боевым действиям в Панджшере. Батальон стоял тогда между Джабаль-ус-Сираджем и Чарикаром, имея выход с юга на перевал Саланг, и с востока — на Панджшер. Батальону была поставлена задача: пройти вдоль долины до последнего кишлака ущелья Панджшер, находящегося под контролем полевого командира Ахмад Шаха Масуда и вернуться назад.
1 апреля 1980 года началась Первая панджшерская операция против соединения Ахмад Шаха Масуда. В ней приняли участие 56-я гв. одшбр, 345-й гв. опдп и 6-я рота 2-го батальона 177 МСП под командованием ст.лт. В.Сидякина. В успехе этой операции большую роль сыграл фактор внезапности, а также смелые и решительные действия батальона капитана Л. Хабарова.
В ходе Первой операции в долине Панджшер в апреле 1980 года, в Шахимардане батальон Хабарова захватил документы Исламского комитета Афганистана, с фотографиями руководителей и картотекой. Боевые действия были неожиданными для мятежников, развивались стремительно и длились всего четыре дня, — Хабаров, принимавший участие в этой операции, положительно оценивая её конечные результаты, отмечал: руководство войсками со стороны генерал-лейтенанта Л. Н. Печевого, управлявшего с помощью вертолёта-ретранслятора (сам он находился в 5 км от района военных действий), оставляло желать лучшего. В ходе операции мятежники организованного сопротивления не оказывали, но когда подразделения 4-го десантно-штурмового батальона 56-й отдельной бригады подошли к вотчине Ахмад Шаха кишлаку Базарак, то мятежники открыли по ним огонь. В коротком бою моджахеды были разбиты. В дальнейшем продвижение по долине Панджшера осуществлялось без планомерного огневого воздействия, хотя мятежники устраивали засады и проводили налёты. 13 апреля, когда группа его разведчиков угодила в засаду, капитан Хабаров с группой десантников и батальоном афганской армии поспешил им на выручку — моджахеды были уничтожены, но выручая своих разведчиков, Хабаров был тяжело ранен. Как позже вспоминал член Союза писателей СССР В. Г. Верстаков, накарканное тяжёлое ранение Хабаров получил уже весной, в особенный, как он потом грустно шутил, день: 13 апреля, в понедельник, в возрасте Христа, в високосном году. Будучи ранен, Хабаров думал в первую очередь не о себе, а о своих подчинённых, и продолжал командовать батальоном, несмотря на большую потерю крови. 14 апреля, несмотря на попытки отказа с его стороны, мотивировавшего это тем, что ему необходимо командовать подчинёнными, Хабарова, с многочисленными пулевыми ранениями, доставили в Кабул. Сначала сотрудники госпиталя собирались ампутировать ему раненую правую руку, но о ранении Хабарова узнал генерал-полковник Ю. П. Максимов, который прислал бригаду хирургов под руководством хирургов Николаенко и Коровушкина (175-й отд. медсанбат), последний затем оперировал Хабарова в Москве. Они и пришили Хабарову фактически висевшую на обрывках кожи руку. В Ташкенте Хабарова вывели из тяжёлого общего состояния. Затем лечение продолжили в Москве, в Главном военном госпитале имени Бурденко и в отделении острой травмы, в Центральном институте травматологии, где Хабарова оперировал профессор В. Н. Гурьев, благодаря которому после сложной операцию руку храброго комбата удалось отстоять. Заместитель Министра обороны СССР, генерал армии Иван Николаевич Шкадов ставил боевой путь майора Хабарова в пример молодым офицерам — выпускникам военных учебных заведений. Оправляясь от ранений, Хабаров, заочно закончил Военную академию им. Фрунзе, куда его приняли без экзаменов, после чего вернулся на службу в КТуркВО, где служил командиром кадрированного мотострелкового полка в посёлке Азадбаш (район города Чирчик) Узбекской ССР. За четыре года командования мотострелковым полком, как он сам оценивает то своё состояние, Леонид Васильевич «прокис» и сам попросился обратно в Афганистан.
Война в Афганистане (вторая командировка)

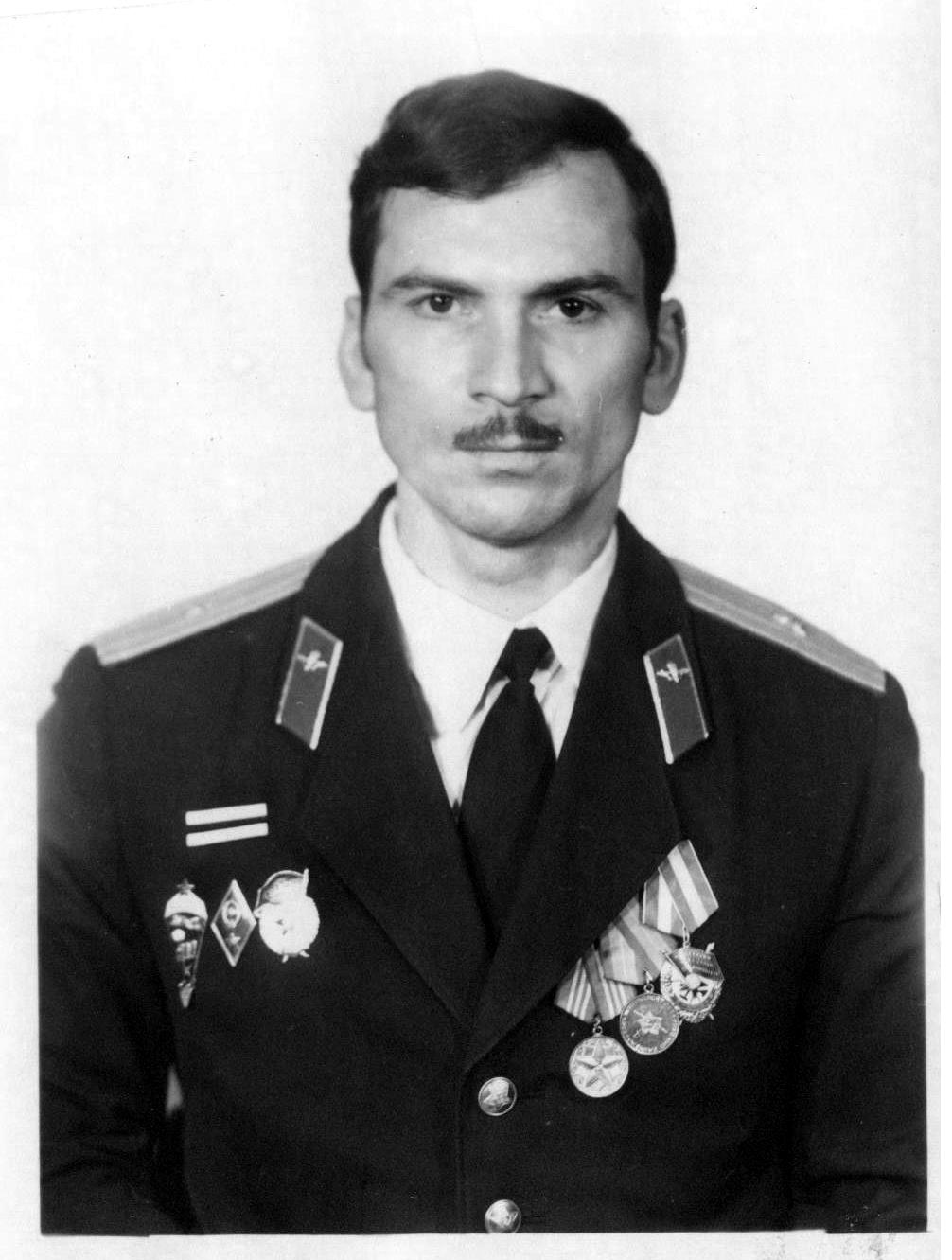
Майор Леонид Хабаров после второй командировки в Афганистан, 1986 год.

Казалось, подполковник Хабаров мог бы и не возвращаться в Афганистан после своего тяжёлого ранения (ранение сделало Хабарова инвалидом II группы), но он решил по-другому. Как только рана зажила, он попросил снова направить его в Афганистан. И радостным для него был тот день, когда был получен приказ о его назначении обратно в бригаду — он возвращался в Афганистан.
Вторая командировка Хабарова в Афганистан — с октября 1984 по сентябрь 1985 года в должности начальника штаба 56-й отдельной десантно-штурмовой бригады. Там же получил второе тяжёлое ранение. По окончании службы в ДРА, Леонид Хабаров, был переведён на службу в штаб Прикарпатского военного округа, город Львов Украинской ССР, где ему выделили трёхкомнатную квартиру по улице Пушкаря,4, кв. 8, вблизи стадиона ЦСКА, и куда он позже перевёз свою семью, но, как он сам признавался в письмах сослуживцам, уходить на пенсию он пока не планировал.
Как отмечает исследователь истории Воздушно-десантных войск СССР и России А. Г. Шпак, тельняшка Хабарова была для десантников его подразделения как боевое знамя, за которым нельзя не идти в бой.
Один из бывших подчинённых Хабарова в Афганистане, А. В. Мотин дал исчерпывающую характеристику офицерским качествам его ротного командира: «Был такой знаменитый командир по фамилии Хабаров. Родом из Свердловской области, выпускник Рязанского высшего командного училища. До Афгана ребята не хотели у него служить, потому что муштра в его части была жуткая. Мне сразу по прибытии сказали: „Не дай бог, попадёшь в четвёртый батальон к Хабарову — бессонные ночи гарантированы!“. И я попал в тот самый четвёртый батальон и под командованием своего „беспощадного“ командира попадаю в Афганистан. Смело могу сказать: если бы я не под командованием Хабарова оказался в Афгане, то, может быть, уже тридцать лет как парил бы землю. Два раза было, что только комбат вылезал из БМД, и ему насквозь прошивало шлем, вскоре ему повезло поменьше — пуля попала в ключицу, и его отправили в госпиталь, по-моему, в Ташкент, но могу ошибаться: в Средней Азии тогда было много госпиталей. Вскоре, чтобы спасти руку, Хабарова переправили в Москву, и вся история закончилась благополучно. Его представляли к званию Героя [Советского Союза], но, как часто это бывает, представление „заблудилось“ где-то в эшелонах нашей высшей власти, и комбата наградили орденом Ленина».
Хабаров лично навещал родственников своих подчинённых, которые погибли, выполняя боевую задачу. Так он встречался с семьёй Анатолия Кротова — командира разведывательного взвода и инструктора по рукопашному бою в батальоне Хабарова — одного из первых советских военнослужащих, погибших в Афганистане. За выполнение интернационального долга в Афганистане, капитан Хабаров был награждён орденом Красного Знамени.

## Работа в сфере военного образования и общественная деятельность
Занесла меня нелёгкая во Львов. Теперь я работник штаба, а не какой-то там строевик-окопник. Тружусь на своём потирище в поте лица. От усердия в сей службе уже протёр брюки до блеска на одном рабочем месте. Получил квартиру почти в центре, 3 комнаты. Перевёз своих. Полнейшая идиллия. Осталось о пенсии думать. Вот ведь влип. Но я пока крылья, точнее, крыло, не опускаю.
Командование ПрикВО предложило Хабарову возглавить военную кафедру в одном из львовских ВУЗов, где были бы востребованы его боевой опыт и знания, необходимые для подготовки молодых людей к службе в армии, но Хабаров пожелал вернуться на Урал. В феврале 1991 года, при содействии генерала Г. И. Шпака, перевёлся на военную кафедру Уральского политехнического института, которой руководил на протяжении почти двадцати лет, и которую реорганизовал сначала в факультет военного обучения, а затем в Институт военно-технического образования и безопасности УрФУ, передавая молодёжи свой богатейший боевой и жизненный опыт.
Начиная с 1992 года Хабаров и его подчинённые рассчитывали на размещение на базе кафедры государственного заказа по подготовке квалифицированных кадров для Вооружённых сил, и в итоге их расчёт оправдался.
С 1 сентября 1993 года военная кафедра на радиотехническом факультете преобразована в отделение (факультет) военной подготовки. Начальником факультета стал полковник Хабаров. Приход Хабарова в университет, повлиял не только на учебный процесс. В 1980-е в университете было десять аудиторий, носивших имена выпускников — Героев Советского Союза. Существовали наглядные пособия, рассказывавшие о жизненном пути Героев и подвигах, которые они совершили. Однако, со временем, университет лишился именных аудиторий. С подачи Хабарова руководство Уральского государственного технического университета и управление воспитательной работы Приволжско-Уральского военного округа обратились в Главное управление воспитательной работы Вооружённых Сил РФ с ходатайством о присвоении имён Героев Советского Союза и Российской Федерации кафедрам факультета военного обучения.

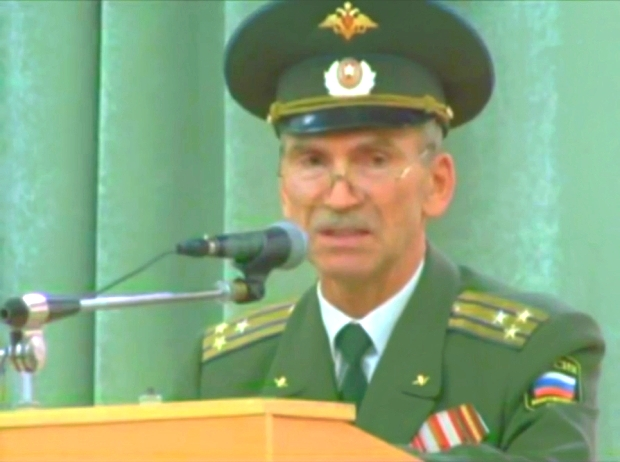
Прощальная речь полковника Хабарова перед подчинёнными и коллегами (2010)

С 2004 года возглавлял Институт военно-технического образования Уральского государственного технического университета (ИВТОБ УГТУ-УПИ).
На посту руководителя Института Хабаров приветствовал военно-технологические исследования и всячески помогал их разработчикам, публикуя собственные изыскания о перспективах подготовки кадровых офицеров в гражданских ВУЗах. Курировал инновационные разработки своих подопечных Данила Кусмаева (электропривод и автоматика промышленных установок и технологических комплексов) и Надежды Новиковой (информационные системы и технологии), при экспертном участии руководителя Екатеринбургского суворовского военного училища, полковника В. С. Яковлева, заведующего кафедрой «Автомобили и тракторы» УрФУ, к.т. н., доцента Е. Е. Баженова, и президента Академии геополитических проблем, генерал-полковника Л. Г. Ивашова, разрабатывался проект «Система управления группой боевых роботов», и проходили студенческие инженерные соревнования по робототехнике.

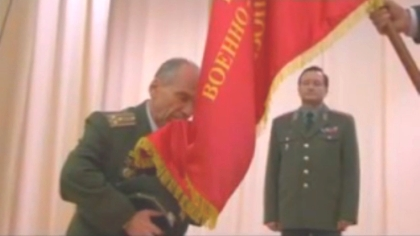
Прощание полковника Хабарова с боевым знаменем института, которым руководил двадцать лет

Лично подбирал офицеров-преподавателей, половина из которых имеет опыт боевых действий в Афганистане, Чечне, и других «горячих точках». Через год, С. Е. Давыдов в интервью газете «Красная звезда», отметил Хабарова среди лучших начальников военных кафедр и факультетов военного образования во всей России.
Общественная деятельность
Леонид Хабаров — почётный работник высшего профессионального образования. В 2005 году защитил диссертацию на тему «Социальная адаптация участников региональных вооружённых конфликтов», и имея учёную степень кандидат философских наук. В 2004 году был избран первым заместителем председателя Свердловской областной организации имени Героя Советского Союза Юрия Исламова общероссийской общественной организации «Российский Союз ветеранов Афганистана», попутно является членом Правления Свердловской областной общественной организации «Союз офицеров запаса», а также состоит во Всероссийской общественной организации «Боевое братство». В конце 2008 года, при поддержке телекомпании «Союз» был снят и вышел на экраны 12-14 января 2009 года документальный фильм «Человек веры. Начальник Института военно-технического образования Леонид Хабаров».
В конце февраля 2009 года, полковник Хабаров, вместе с двумя другими ветеранами — сержантом 22-й гв. обрспн Виктором Бабенко (ныне депутат Областной думы Законодательного собрания Свердловской области) и старшиной 345-го гв. опдп Евгением Тетериным поехали по местам боевой славы Афганистана.

## Арест и последующие события

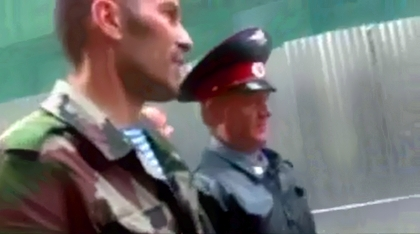
Майор Дмитрий Хабаров направляется к Администрации Президента России чтобы подать официальное обращение, 3 октября 2011 года.

19 июля 2011 года Хабаров был арестован сотрудниками ФСБ у себя на даче и был помещён в СИЗО г. Екатеринбурга по обвинению в организации «вооружённого мятежа и вовлечении других лиц в террористическую деятельность». Руководил арестом генерал ФСБ Украинцев, специально прилетевший в Екатеринбург из Москвы. По словам жены полковника — Антонины Ивановны Хабаровой — когда у них проводился обыск, один из оперативников признался: «Распоряжение об аресте вашего мужа поступило „сверху“… От нас здесь ничего не зависит…». Хабарову приписывали также подпольную деятельность в стенах УрФУ. Вместе с Леонидом Хабаровым были задержаны ещё четверо лиц, якобы являющихся его сторонниками. Статья ст. 279 УК РФ (подготовка вооружённого мятежа) в Российской Федерации применяется впервые. В отношении задержанных ФСБ было возбуждено уголовное дело по ст. ст. 30 и 279 УК РФ (подготовка вооружённого мятежа) и ст. 205.1 (содействие террористической деятельности). Согласно сообщению ФСБ, у задержанных, в ходе проведённых по местам жительства обысков, было изъято оружие, взрывчатые вещества, боеприпасы, наркотики и экстремистская литература. Как пояснил сослуживец Хабарова — Михаил Пискарёв, главным образом, были изъяты сувениры из горячих точек, где они проходили службу, а именно различные патроны, которые стояли у Хабарова в кабинете на столе. Поначалу, некоторые российские СМИ сообщили о том, что среди задержанных есть военные из Центрального военного округа. 22 июля Минобороны РФ опровергло сведения о том, что среди задержанных есть военнослужащие и гражданский персонал ЦВО.
Как следует из материалов дела, обвиняемые входили в уральское подразделение «Народного ополчения имени Минина и Пожарского» полковника в отставке Владимира Квачкова. Газета «Аргументы и факты» охарактеризовала целый ряд обвинений в отношении «бунтарей» по меньшей мере неубедительными.
Как отмечается в обзоре «Московского комсомольца», в деле присутствует немало странностей. Как утверждает следствие, на организацию мятежа в Екатеринбурге подпольщики планировали потратить 50 тысяч рублей, по данным следствия, это были деньги самого Хабарова, которые тот передал на хранение бывшему старшему оперуполномоченному угрозыска ОРЧ Владиславу Ладейщикову. Кроме того, среди всего изъятого оружия пригодным для стрельбы оказался только один пистолет.
По мнению следствия, военные входили в состав «Народного ополчения имени Минина и Пожарского», возглавляемого Квачковым (тот, в свою очередь, за подготовку мятежа был арестован в Москве). По версии следственных органов ФСБ в регионе, полковник Хабаров и другие сторонники Владимира Квачкова собирались организовать мятеж «по свержению конституционного строя» 2 августа 2011 г. — в День ВДВ, якобы рассчитывая, что к ним примкнут отслужившие десантники, уволенные в запас. Затем, по версии ФСБ, заговорщики предполагали ликвидировать руководителей местных управлений МВД, ФСБ и МЧС, взорвать линии электропередач, захватить склады с оружием и держать оборону в ожидании поддержки из соседних регионов, где якобы тоже действовали группы «неустановленных» заговорщиков. Восстанию, якобы было присвоено кодовое название «Рассвет». По версии ФСБ мятеж должен был начаться раньше, но был перенесён в связи с арестом Квачкова. По версии ФСБ, на тот момент окончательно оправданный по делу о покушении на главу РАО ЕЭС Анатолия Чубайса полковник Квачков с соратниками также планировал захватить оружие в нескольких воинских частях, затем повстанцы должны были вооружить всех недовольных существующей властью и ждать помощь из соседних регионов. Далее подобные мятежи якобы должны были быть подхвачены по всей России, включая Москву и Санкт-Петербург, что, по версии следствия, привело бы к военной диктатуре и смене государственной власти. Адвокаты Леонида Хабарова заявляют, что уголовное дело его и полковника Квачкова никак не связаны между собой, даже несмотря на сходство предъявленных им обвинений.
Знаете, я благодарен судьбе: мне везло на подчинённых, на коллег, друзей, могу перечислить достойных начальников и командиров. Правда, врагами тоже обделён не был. Но, подводя итоги пройденного пути, смогу, наверное, сказать без пафоса, что служил не вождям, а Державе — Советскому Союзу — России — Отечеству и сделал всё, что мог, может быть, даже больше.

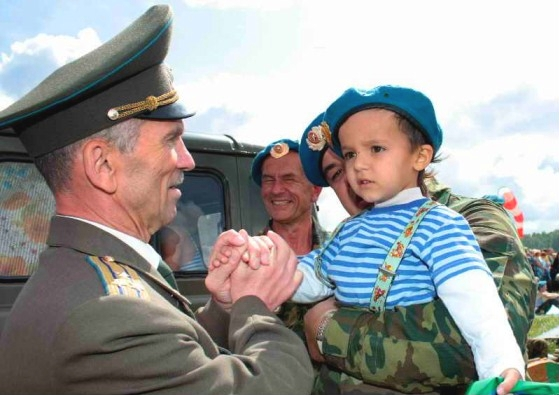
Полковник Хабаров незадолго до ареста

После предварительных слушаний, снимать запретили всем, кроме аккредитованных СМИ. Во время первого заседания суда у полковника Хабарова резко ухудшилось здоровье. Несколько дней после этого он не мог прийти в себя. Сокамерники пытались помочь Хабарову. Полковника направили в больницу, после чего он вернулся в камеру. В начале октября 2011 года он был переведён в Москву в СИЗО «Лефортово» для судебно-психиатрической экспертизы. Позже, к предъявленным ранее обвинениям были добавлены «злоупотребление полномочиями» (ч. 1 ст. 201, прим. 1, УК РФ), «хранение, перевозка оружия и взрывчатых веществ» (ч. 2 ст. 222 УК РФ), «подготовка к изготовлению и продаже наркотических веществ» (ч.1 ст. 30 и ст. 228 УК РФ). Кроме того, Хабарова заподозрили в попытках устранить лидеров некоторых национальных общественных организаций. Тем временем, управление ФСБ по Свердловской области, ведущее расследование, отказалось от комментариев. За восемь месяцев по делу об организации свержения государственного строя сторона обвинения высказалась только единожды. В конце марта 2012 г., Леонид Хабаров был доставлен в Екатеринбург из московского Лефортовского СИЗО.
В первых числах сентября 2011 года, Верх-Исетский районный суда Екатеринбурга продлил срок пребывания под стражей на четыре месяца, до декабря того же года. В суде рассматривался вопрос об изменении меры пресечения. Суд не принял во внимание резко ухудшившееся состояние здоровья пожилого ветерана и не нашёл достаточных оснований для того, чтобы изменить ему меру пресечения на любую, не связанную с содержанием под стражей. Между тем, Союз десантников России обратился с открытым письмом к директору ФСБ А. В. Бортникову по поводу дела Хабарова. Срок задержания полковника Леонида Хабарова истекал 18 января 2012 года. До этого срока ему должны предъявить обвинение, но как и ожидалось его соратниками, ему опять продлили срок задержания. Об этом рассказал сослуживец Хабарова полковник Геннадий Кунявский. На тот момент, по словам Кунявского, было непонятно, где находится Хабаров — либо в СИЗО «Лефортово», либо уже этапируется в Екатеринбург, поскольку дело должно рассматриваться в Верх-Исетском суде. Между тем, в самом суде, где должно было рассматриваться дело, не располагали информацией о будущем заседании по делу полковника. На заседании суда, которое состоялось 16 января в Лефортово, полковнику Леониду Хабарову продлили срок задержания под стражей до 18 апреля. Об этом сообщил изданию «Накануне» сослуживец Хабарова полковник Геннадий Кунявский. По словам Кунявского, состояние здоровья Хабарова в настоящий момент удовлетворительное, ему оказывают различную помощь москвичи. По состоянию на январь 2012 следствие не завершено и официального обвинения пока не предъявлено. По словам Кунявского, полковника Хабарова, который находился несколько месяцев в московском СИЗО Лефортово, этапировали в Екатеринбург в конце февраля. Однако операция была проведена настолько секретно, что даже близкие родственники узнали об этом спустя несколько недель. «Состояние здоровья у него несколько ниже удовлетворительного. Я его знаю с 1984 года, и могу сказать, что выглядит он сейчас не очень хорошо, сами знаете, какие условия содержания в наших тюрьмах. Но, по крайней мере, с лекарствами нет проблем, их разрешают передавать», — рассказал он журналистам. «Настроение у него всегда боевое, сломать его можно только физически, морально его не сломить — он офицер советской школы, тогда учили не так, как сейчас», — с гордостью добавил Кунявский. 26 марта Верх-Исетский суд Екатеринбурга продлил срок ареста полковника до 18 мая. Назначенный Верх-Исетским судом Екатеринбурга срок пребывания под стражей Леонида Хабарова истекал 18 мая, но и до наступления этого времени можно было говорить о том, что следствие вскоре выйдет с очередным ходатайством о продлении срока. Многочисленные ходатайства адвокатов, родственников и друзей арестованного об изменении меры пресечения на любую, не связанную с содержанием под стражей, суд во внимание не принял. В середине мая суд продлил срок содержания Хабарова под стражей до 18 июня. Стороне защиты было позволено заняться изучением обвинительного заключения, в котором 128 раз встречается ссылка на «неустановленные обстоятельства». Согласно «Новой газете», дело изобилует формулировками «в неустановленном следствием месте, в неустановленное время вступил в связь с неустановленными лицами». Следствием было подано ходатайство о том, чтобы все заседания суда по делу Хабарова проходили в закрытом режиме, и суд его удовлетворил. По мнению стороны обвинения, в ходе рассмотрения дела могут быть затронуты моменты, которые являются государственной тайной. По итогам трёх заседаний, подсудимые Катников и Ладейщиков вообще не могли вспомнить ранее данные следователям показания, и прокурору пришлось просить суд огласить материалы дела, добытые на стадии следствия, в связи с забывчивостью свидетелей. Но и после этого было много противоречий — от нестыковок с количеством встреч с Хабаровым до описания курсов военной подготовки, которые он якобы организовал вместе с Ермаковым. А свидетель Гусев (бывший капитан милиции) поведал суду о венесуэльских «боевиках», которые, в случае чего, должны были прибыть на помощь екатеринбургским «мятежникам» по предварительной договоренности с послом Венесуэлы. Первоначально роль лидера была отведена стороной обвинения Александру Ермакову, который представлялся всем как «бывший боевой пловец спецназа ГРУ», но у него диагностировали шизофрению и в июне 2012 года Свердловский облсуд направил его на принудительное лечение, а главным обвиняемым стал полковник Хабаров. При этом, самые тяжкие обвинения были предъявлены Леониду Хабарову изначально. Отвечая на вопрос о признании вины, Леонид Хабаров сказал: «Нет, это абсурд», и его ожидали самые жестокие наказания, вплоть до пожизненного срока.

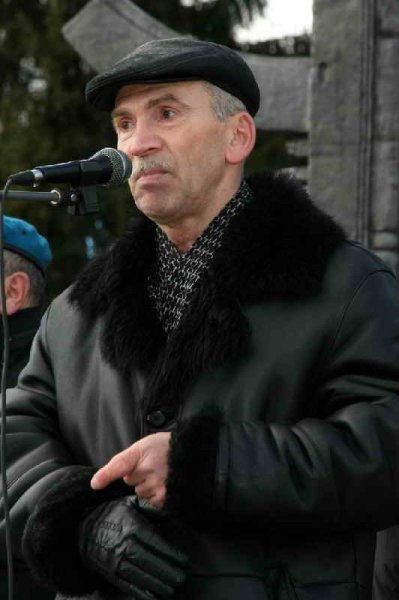
Речь полковника Хабарова на митинге в защиту Армии 7 ноября 2010 года, артикулировала в себе ключевые претензии ветеранского сообщества к действующему военно-политическому руководству и проводимому им курсу реформПо мнению ряда аналитических изданий, Леонид Васильевич пострадал именно за критику подобного рода

25 июля 2012 года состоялись очередные слушания по делу. Судьи заслушали государственного обвинителя и должны были приступить к допросу свидетелей. Но в связи с тем, что они не явились, был объявлен перерыв до сентября. У стороны защиты возникли опасения, что судьи могут быть прямо или косвенно заинтересованы в исходе дела. Им был заявлен отвод. Причиной для отвода стало то, что обвиняемым отказали в ходатайстве о рассмотрении дела с участием присяжных, а также из подозрений, что судьи заинтересованы в исходе дела. Тем не менее, стороне защиты было отказано в рассмотрении дела в суде присяжных, со ссылкой на то, что статья уголовного кодекса, по которой был привлечён полковник Хабаров, исключена из перечня статей, по которым возможно рассмотрение дела судом присяжных. В то время как суд собирался удалиться на совещание, полковник Хабаров приблизился к ограде и заявил всем присутствовавшим в зале суда: «Ребята, спасибо всем за поддержку! Обвинение в свержении конституционного строя — абсурд! У нас нормальная Конституция. Это мы защищали конституционный строй от разрушителей, до которых руки не дотягиваются у всей правоохранительной системы».
Накануне заседания, сторонники Хабарова распространили его обращение «К общественности России», в котором тот отвергал все доводы обвинения. За время пребывания в СИЗО Леонид Хабаров несколько раз переболел бронхитом и пневмонией, почти потерял слух. Как сообщал Дмитрий Хабаров, полковника Хабарова, больного пневмонией возили на ознакомление с делом, следствие выбивало показания в обмен на здоровье. 18 октября 2012, веб-сайт, созданный для поддержки и координации действий в поддержку полковника Хабарова был заблокирован. Как сообщил сын Хабарова, Дмитрий, это была DDoS атака, которая, тем не менее, была отражена, и сайт работает в нормальном режиме. 23 октября здоровье Хабарова резко ухудшилось. Ранее, уже находясь в заключении, он переболел пневмонией, но учитывая условия содержания под стражей, полностью курс лечения пройти ему не удалось. Защита выразила убеждение в том, что ему намеренно отказывают в медосмотре. По предложению Общественной палаты Российской Федерации Леонида Хабарова в СИЗО посетили представители общественной наблюдательной комиссии, процесс по делу был временно приостановлен, комплексный медосмотр был назначен на 31 октября. По итогам осмотра было решено поместить полковника на стационарное лечение в областную больницу Исправительной колонии № 2.
В связи с тем, что Хабаров — личность известная и популярная в ветеранской среде, делу был обеспечен повышенный интерес общественности и СМИ. Уголовное дело переросло в крупный скандал. Позже уголовное дело стали называть «заказным». По оценке газеты «Аргументы и факты», арест и судебный процесс над полковником Хабаровым является одним из самых резонансных явлений 2011 года в общественной жизни Уральского региона. Газета «Ведомости Урал» назвала процесс самым необычным из всех «политических» уголовных дел современной России. Как сообщает «РБК daily», следственные материалы по делу Хабарова вызывают смех и большое недоверие у военных экспертов.
В середине января начались заключительные слушания по делу. 6 февраля 2013 года на сайте свердловского областного суда была размещена информация о том, что суд уже вынес приговор по делу, в то время как официально это должно произойти лишь 21 февраля. 26 февраля в Свердловском областном суде состоялось оглашение приговора. В начале заседания один из трёх судей доложил материалы дела, сообщив, что полковник ВДВ в отставке Леонид Хабаров и заслуженный изобретатель России Виктор Кралин были признаны областным судом виновными по ст. 205.1 (содействие террористической деятельности) и ст. 222 (незаконное хранение оружия и боеприпасов) УК РФ. По ряду статей Хабарова и его сообщников суд оправдал, по главному пункту обвинения — подготовка терактов — они были признаны виновными. Хабаров получил 4 года 6 месяцев колонии общего режима.
«Предусматривался насильственный захват административных зданий территориальных органов исполнительной власти Свердловской области и Екатеринбурга, мобилизация гражданского населения и его вооружение», — указывалось в приговоре.
Приговор был обжалован и государственным обвинением, и стороной защиты: сторона обвинения сочла приговор слишком мягким (Свердловская прокуратура требовала лишить полковника Хабарова свободы сроком на 11 лет в колонии строгого режима, и оштрафовать его на 120 тысяч рублей), осуждённые же и их защита указали на отсутствие состава преступления и попросили оправдания по всем статьям обвинения (в итоге, оба ходатайства были отклонены).
15 августа 2013 коллегия Верховного суда России, рассмотрев апелляционную жалобу по делу, и, вопреки ожиданиям стороны защиты, решила, что приговор предыдущей инстанции был признан законным, и оставила приговор без изменений.
Гособвинитель находилась в зале под охраной двух офицеров полиции. В перерыве к ней подошли две женщины и сказали: «Вы из какой страны к нам приехали? Уезжайте обратно пока не поздно, вы ещё успеете, может быть!». В углу зала, другая женщина громко произнесла: «Прокурор сволочь, отстреливать таких надо!».
Европейский суд по правам человека не стал рассматривать жалобу Хабарова.

## Версии ареста

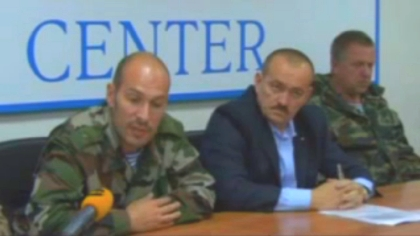
Пресс-конференция «Защитнику России нужна защита!». 21 сентября 2011 г. Москва

В различных публикациях озвучивалась версия непосредственной причастности высшего военно-политического руководства страны к аресту полковника Хабарова. Анатолий Сердюков является военным министром, крайне непопулярным в среде военных. Более того, сами военные обвиняют Сердюкова в развале армии. Больше всего нынешнего министра критикуют десантники.
Многие военные, привыкшие молча брать под козырёк и исполнять приказы начальства, взбунтовались и открыто выступили против преобразований в армии. Не смог равнодушно смотреть на происходящее и Хабаров. Как известно, бывший директор Института военно-технического образования и безопасности Уральского федерального университета, полковник ВДВ в отставке Леонид Хабаров был одним из основных критиков министра обороны Анатолия Сердюкова. Видимо, поэтому Леонида Хабарова и обвинили в, якобы, подготовке бунта, который он не совершал. Более того, ранее в СМИ была распространена об этом лживая информация. В частности представители ВДВ из Екатеринбурга опровергли корреспонденту Moscow Post информацию, что Хабаров был причастен к бунту.  По неофициальной информации, всё началось с того, что Хабаров публично заявил, что Сердюков разваливает российскую армию похлеще всякого ЦРУ. Вскоре Хабарова посадили в тюрьму. Ветераны ВДВ уверены, что это именно Сердюков «заказал» уголовное дело против Хабарова.
Некоторые аналитические издания полагают, что дело Хабарова было инспирировано по непосредственному указанию Сердюкова. Как отмечает журналистка Екатерина Чалова, будучи прямым и бесстрашным человеком, полковник неоднократно критиковал руководство Министерства обороны РФ, да и политику в стране в целом. Не скрывал своей непримиримой позиции в отношении политики развала страны, свободно говорил о том, что Сердюков разваливает российскую армию похлеще западных спецслужб. Его мнение звучало открыто в разговорах с товарищами и с трибун. Но истинные заговорщики так себя не ведут: они вынашивают свои планы тихо, в обстановке строжайшей конспирации. Склонен согласиться с этим предположением и сам Хабаров, по словам которого, можно затрагивать неудобные для власти темы, но только не называя конкретных фамилий конкретных виновников. Стоит их произнести публично, пусть и на официально санкционированных митингах, — в позволивших себе такую вольность и их близких почти сразу же летит «бумеранг репрессий».
Сослуживец Леонида Хабарова, преподаватель института военно-технического образования УрФУ Г. Кунявский отметил, что Хабаров вероятнее всего пострадал из-за критики государственного строя: «Леонид Хабаров не скрывал своего отношения к беспределу в армии, он резко критиковал систему образования, которая в нашей стране существенно ухудшилась. Из-за этого он и пострадал», — отметил Кунявский. По одной из версий, дело называют провокацией, разработанной сотрудниками ФСБ.
Впоследствии выяснилось, что все появления полковника в обществе тщательно протоколировались сотрудниками ФСБ задолго до ареста: Ближе к окончанию судебных слушаний, стороной обвинения был предъявлен материал четырёхлетней давности — задокументированный факт его участия во Всероссийском офицерском собрании 21 февраля 2009 г. в Москве (после которого началась череда загадочных смертей лидеров ветеранского движения — генералов и других старших офицеров), на котором офицеры резко и критично отзывались о реформах А. Э. Сердюкова на посту министра обороны. Тогда же было принято единогласное обращение к военному и политическому руководству России, в котором говорилось о недопустимости необдуманных военных реформ и сокращении боеспособных частей — несмотря на то, что собрание проводилось при соблюдении установленных законом требований об организации массовых мероприятий, подпись Хабарова под этим документом была принята в качестве обличающей улики, а факт участия в собрании — как доказательство его преступных намерений. Как сообщается в «Новой газете», невнятность обвинений и доказательной базы уже никого не удивляет, процесс изначально называют «шизофреническим», так как линия обвинения строится на словах человека, признанного душевнобольным.
Журналист Сергей Доренко в эфире своей авторской передачи «Подъём!» увязал арест Хабарова и ряда других лиц с заявлением В. В. Путина, в котором тот отверг сам факт наличия в России политических заключённых, 7 февраля 2012, в эфире передачи.
Проведя аналогию с заключением пожилого полковника Хабарова и домашними арестами фигурантов дела «Оборонсервиса», можно прийти к выводу, насколько по-разному применяется Закон к различным слоям населения, — сообщает «Свободная пресса».

## Общественная реакция и мероприятия в поддержку Хабарова

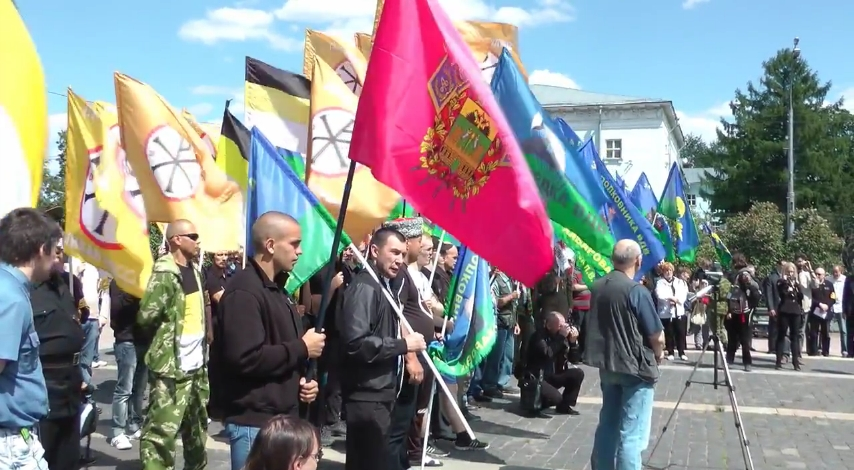
Российские молодёжные и ветеранские организации на митинге в поддержку полковника Хабарова. 26 мая 2012 г. Суворовская площадь (Москва)

Сослуживцы, сотрудники, боевые офицеры организовали инициативную группу в поддержку полковника Хабарова. 31 августа 2011 года сослуживцы и сын Леонида Хабарова заявили на пресс-конференции в Екатеринбурге, что полковник Хабаров не участвовал в подготовке переворота. «Обнаруженные у Леонида Хабарова оружие и боеприпасы были коллекционными, наркотиком был назван просроченный промедол из индивидуальной аптечки военнослужащего, а экстремистской литературой посчитали книги Владимира Квачкова, находящиеся в свободной продаже», — пояснил сын арестованного Дмитрий Хабаров. «Конечно, мы слушали выступления Квачкова, большинство из нас согласны с его анализом военной и политической обстановки в стране и недовольны отношением высшего руководства к армии. Но предложения Квачкова, его отдельные высказывания не могли найти поддержку у военных», — подчеркнул член правления регионального отделения Союза десантников России Г. С. Кунявский. Участники пресс-конференции, созванной региональным отделением Союза десантников России выразили мнение, что на аресте Леонида Хабарова спецслужбы «просто хотели заработать политические очки».
3 сентября в Екатеринбурге, перед «Чёрным тюльпаном» — памятником павшим в Чечне и Афганистане, прошёл митинг в поддержку сидящего в СИЗО Леонида Хабарова. Почти все из собравшихся лично знакомы с полковником. Перед собравшимися на площади ветеранами, участниками боевых действий в Афганистане и на Северном Кавказе, выступили сослуживцы полковника Хабарова и его сын Дмитрий. Они назвали арест полковника Хабарова проявлением «опричнины». Под обращением к Президенту страны Д. А. Медведеву манифестанты собрали более трёхсот подписей. 15 сентября 2011 года, там же в Екатеринбурге стартовал автопробег в поддержку полковника (Екатеринбург — Уфа — Тольятти — Пенза — Рязань — Москва, по трассе М-5). Во главе колонны поехала БРДМ, которую купили друзья и сослуживцы Хабарова.
3 октября 2011 года автопробег успешно завершился. Письмо с обращением Президенту России Дмитрию Медведеву было доставлено в московскую приёмную президента. Следующий митинг в поддержку полковника Хабарова, запланированный на 4 ноября 2011 года был запрещён Администрацией Екатеринбурга.
Между тем, митинги и пикеты в поддержку Хабарова прошли: возле посольства России в Киеве и возле консульства России в Одессе (30 августа 2011), в Москве, Санкт-Петербурге, а также в Челябинске (4 ноября 2011), Казани (12 марта 2012), в Москве на Марше миллионов (6 мая 2012) и на Суворовской площади, у памятника Суворову (26 мая 2012). После митинга у памятника Суворову небольшая группа членов партии в качестве наблюдателей направилась в Новопушкинский сквер, где проходил митинг «левых» организаций и всякого рода меньшинств общим числом не более сотни человек. В итоге вся группа была задержана сотрудниками ОМОН под предлогом организации несанкционированного пикета. В защиту Хабарова выступили: Международный союз советских офицеров, Приморский общественный фонд социальной поддержки и защиты военнослужащих-ветеранов локальных войн и военных конфликтов «Солдат», Координационный совет ветеранов войн Приморского края, Коалиция организаций ветеранов боевых действий Дальневосточного федерального округа «Боевое братство». «Военное обозрение» отреагировало на арест полковника Хабарова следующим образом: «Дело отставного полковника ВДВ Леонида Хабарова — это или крайняя степень паранойи на почве борьбы с экстремизмом, или формальная попытка подогнать отчётность в деле этой борьбы под запланированный результат».
Председатель Украинского Союза ветеранов Афганистана Сергей Червонопиский направил письмо с чрезвычайному и полномочному послу России на Украине М. Ю. Зурабову, с тем, чтобы последний обратился к Президенту и Правительству Российской Федерации, дабы те взяли под собственный контроль ход ведения расследования уголовного дела в отношении Л. В. Хабарова. Старший сын командующего Воздушно-десантными восками В. Ф. Маргелова генерал-майор Геннадий Маргелов, во время празднования своего 80-летнего юбилея 25 сентября 2011 года, не преминул поднять тост за свободу полковника Хабарова.
Организаторов и участников митинга по случаю 65-летия Хабарова, которое он встретил в СИЗО 8 мая 2012 года, поддержал Максим Калашников. Создатель и лидер Движения против нелегальной иммиграции Владимир Басманов добавил Хабарова и других арестованных по уголовному делу в свой список заключённых и преследуемых по политическим мотивам в Российской Федерации. 18 сентября 2012 г., Председатель фракции КПРФ в Госдуме Г. А. Зюганов направил депутатский запрос Генеральному прокурору РФ Ю. Я. Чайке, с требованием проверить «законность судебных решений по делу Л. В. Хабарова». По итогам рассмотрения Генпрокуратурой, 2 октября запрос был перенаправлен на рассмотрение прокурору Свердловской области. О здоровье заключённого под стражу полковника Хабарова справлялся независимый депутат Госдумы Евгений Ройзман. Ранее представители крупных партий открыто в защиту Хабарова не выступали, но, после того как дело приобрело широкий резонанс, к делу проявили интерес представители «Справедливой России», которые, тем не менее, воздержались от каких-либо заявлений, сконцентрировавшись на оценке того, как получить эффектный политпиар на этом деле. Арест и судебный процесс над Хабаровым многократно обсуждался на многочисленных интернет-форумах, расходился по социальным сетям — народ гневно требовал покарать силовиков и судей.
Генерал-полковник Леонид Ивашов отметил, что Хабарова и других офицеров осудили за якобы планируемый ими военный переворот. В истории нет случая, чтобы отставники, не имея ни оружия, ни влияния в войсках, совершали подобное. Это делают, как правило, люди, руководящие вооружёнными силами или с государственных позиций влияющие на войска и штабы: «Отставники могут лишь с внуками поиграть в войну. Но гособвинение требовало для них практически пожизненного срока да ещё строгого режима, а вот бывшего министра, фактически совершившего разгромный переворот в оборонной сфере государства, выгораживают и держат на свободе».
На первом заседании Координационного совета российской оппозиции 27 октября 2012 года, член совета от Санкт-Петербурга Николай Бондарик пытался включить полковника Хабарова в список политзаключённых, в отношении которых предполагалось опубликовать коллективное заявление в защиту, но член президиума Илья Яшин отклонил заявку, мотивируя это тем, что политический мотив преследования не очевиден в случае с полковником Хабаровым, а потому его фамилия не может входить в список политзаключённых, в который вошли Л. М. Развозжаев и ряд других оппозиционных фигур (хотя сам Развозжаев информировал своих соратников о процессе над Хабаровым). Другие члены президиума — С. С. Удальцов и Е. С. Чирикова, а также председательствующий на собрании А. А. Навальный были солидарны с мнением Яшина и тоже сочли предложение Николая Бондарика не соответствующим оппозиционному формату собрания. Как отмечается в газете «Известия», Координационный совет с явным недоверием отнёсся к предложению принять резолюцию в поддержку полковника Хабарова.
27 октября 2012 года Русский правозащитный комитет провёл благотворительный концерт в поддержку Хабарова и других политзаключённых. 5 ноября 2012 года, в День военного разведчика, бывшие бойцы 100-й разведывательной роты, которой когда-то командовал Леонид Хабаров, водрузили флаг с портретом своего командира на святой горе Афон. Позже выяснилось, попасть на гору Афон было мечтой полковника, однако помешал арест.
После публикации «Комсомольской правдой» 21 января 2013 года части следственных материалов, использовавшихся в судебном процессе над полковником Хабаровым), на сайт газеты поступило около тысячи различных откликов и комментариев, главным образом, осуждающих следствие, обвинение, суд и власть в целом. Некоторым корреспондентам издания пришлось закрыть свои личные страницы в русскоязычных социальных сетях — на них обрушился шквал критики за непрофессионализм и замалчивание обстоятельств дела).
12 февраля 2013 года двадцать российских писателей и литераторов подписали открытое коллективное обращение в Верховный Суд РФ, в котором возмутились суровым приговором полковнику и заявили, что он не заслужил той участи, которую ему уготовили следователи. 2 мая 2013, ряд общественных организаций Свердловской области обратились к президенту РФ и председателю Верховного суда с письмом в защиту Леонида Хабарова.
Сразу несколько представителей свердловского политикума сумели отличиться крайне небанальным для них шагом, выразив несогласие с решением суда. Среди подписавших коллективное обращение были лидеры ветеранских организаций, многие из которых являются личными друзьями Леонида Васильевича Хабарова, например, Герой России генерал-майор Г. А. Исаханян.
3 марта 2013 года, по меньшей мере в 18 крупных городах России проводился «День Героев», которой был организован национально-патриотическими организациями и движениями: движениями «Русь», «Новая сила», «Комитет свободы», «Русский лад», партией «Великая Россия», объединением «Русские», «Национальный союз России», РОС и НОМП, и проводился под лозунгом освобождения Владимира Квачкова, Леонида Хабарова и Евгения Стригина.
Поэты Александр Харчиков и Александр Климов посвятили полковнику свои стихотворения. Группа «Крылатая пехота» записала песню «Я — твой солдат», посвящённую полковнику Хабарову. Подобную песню, — «Десантное братство», — также посвящённую полковнику Хабарову, записала московская группа «Музыкальный десант».
В то время, как Верх-Исетский суд Екатеринбурга, принял решение о продлении ареста до 18 мая 2012 года, соратники сняли фильм про него. Открытый премьерный показ пятидесятидвухминутного документального фильма «Повесть о настоящем Солдате» из программы Шестого открытого Фестиваля документального кино «Человек и война» (авторы: Каринэ Кирогосьян и Ирина Мороз, культурный центр «Солдаты России») состоялся в Екатеринбурге, в Библиотеке имени Белинского 18 марта 2012 года. В фильме две сюжетные линии: с одной стороны показан героический жизненный путь российского офицера, служившего родному Отечеству верой и правдой, а с другой — обвинения тому же человеку в подготовке вооружённого мятежа и захвата власти. Фильм стал Лауреатом VII Всероссийского фестиваля духовности и культуры «Бородинская осень — 2012», который проходил в Можайске, и тут же был снят с показа и изъят из проката сотрудниками ФСБ.

## Отбывание наказания
Отбывал в колонии общего режима в ИК-35 (город Абакан, Республика Хакасия). Работать ему было нельзя по состоянию здоровья. Распорядок дня был: подъём, завтрак, обед, ужин, литература, чтение. Читал в основном правовую и художественную литературу. Ему присылали очень много писем. Отвечал на письма. 2 июля 2014 года освобождён из заключения по УДО. Наказание заменено на более мягкое — ограничение свободы, продолжил отбывать наказание в своей квартире в Екатеринбурге.

## Награды и звания
- Орден «За военные заслуги»
- Орден Красного Знамени

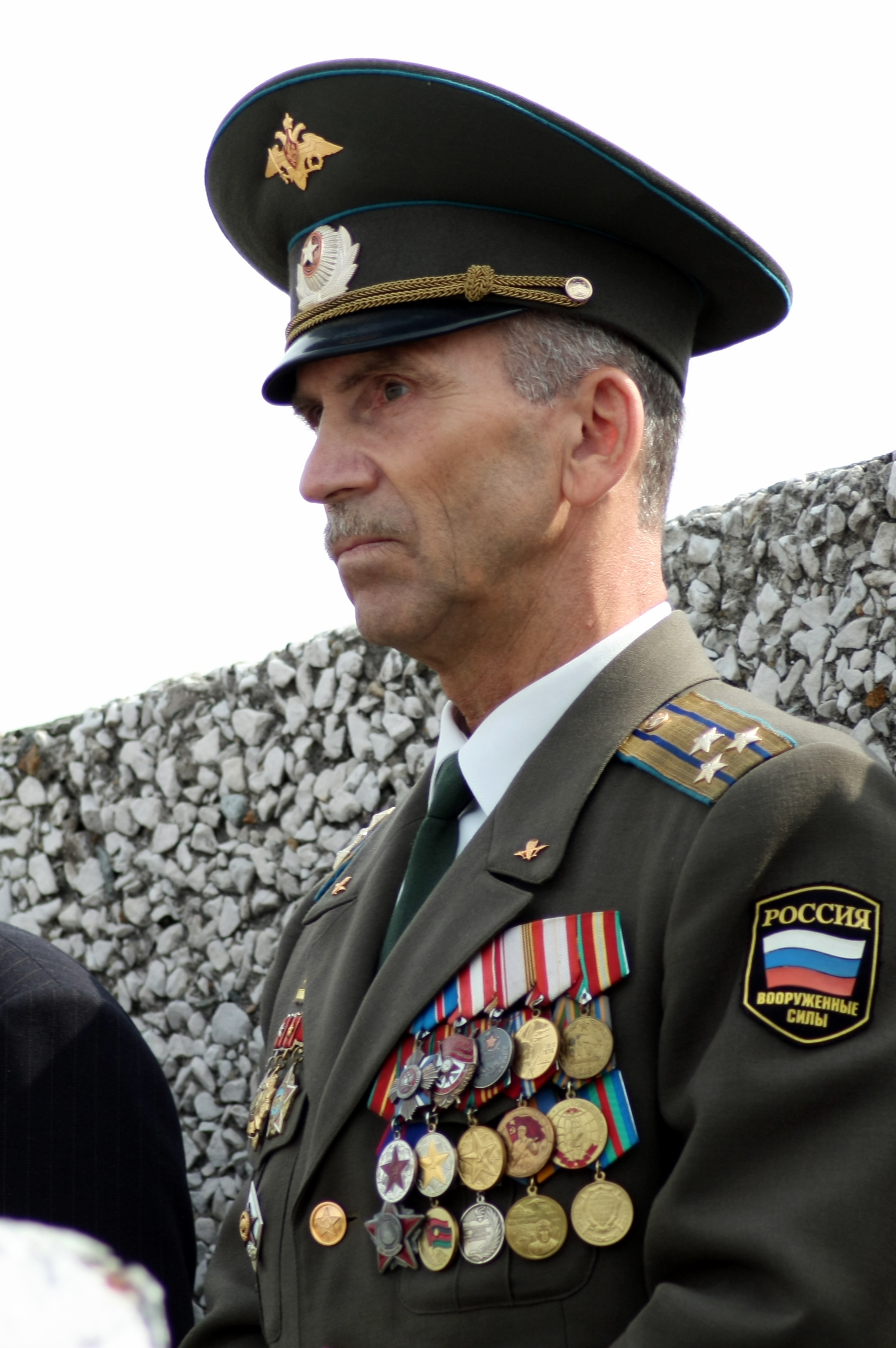
Полковник Леонид Хабаров, 29 августа 2009 года.

- Медаль «За отличие в воинской службе» I и II степени
- Медаль «Ветеран Вооружённых Сил СССР»
- Юбилейная медаль «60 лет Вооружённых Сил СССР»
- Юбилейная медаль «70 лет Вооружённых Сил СССР»
- Медаль «За безупречную службу» I, II и III степени
- Медаль «За укрепление боевого содружества», Министерство обороны Российской Федерации
- Медаль «Генерал армии Маргелов», Министерство обороны Российской Федерации
- Почётный работник высшего профессионального образования Российской Федерации
- Нагрудный знак «Воину-интернационалисту»
- Почётный знак «За заслуги перед городом Екатеринбургом»
- Знак «Инструктор — парашютист», совершил свыше 400 прыжков
- Медаль «Воину-интернационалисту от благодарного афганского народа»
- Орден «За заслуги», Российский Союз ветеранов Афганистана
- Медаль «80 лет Вооружённых сил СССР», Постоянный Президиум Съезда народных депутатов СССР
- Медаль «Ветерану — Интернационалисту», Постоянный Президиум Съезда народных депутатов СССР

## Семья

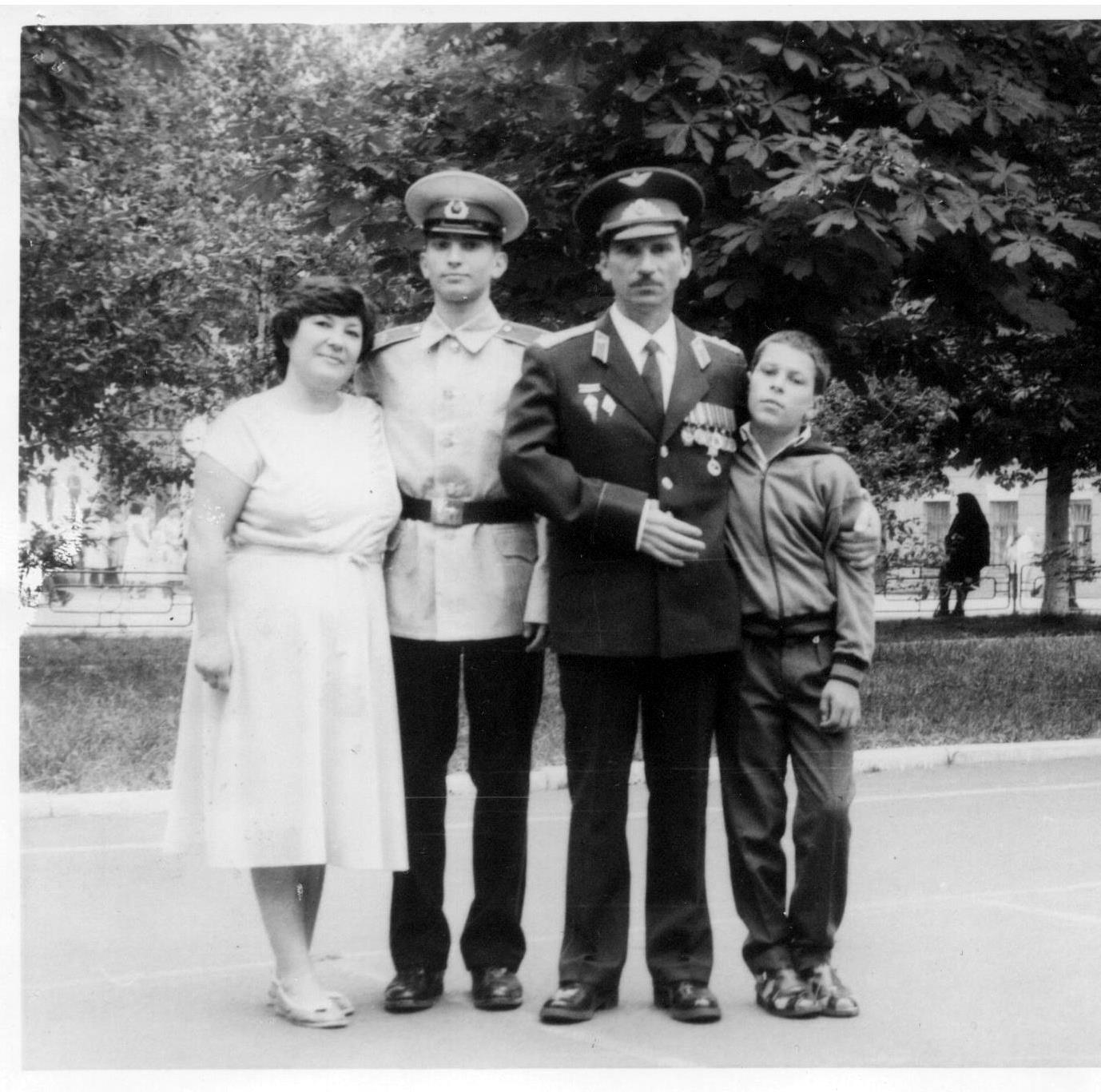
Полковник Хабаров с семьёй, вторая пол. 1980-х гг.

Во время службы Хабарова на должности командира разведвзвода в Фергане, и командования десантно-штурмовым батальоном в Чирчике, у них, с женой Антониной Ивановной, появились на свет сначала Виталий, а тремя годами позже Дмитрий. Оба сына Хабарова продолжили семейную традицию, став офицерами российских Вооружённых сил.
Его старший сын Виталий, так же как и его отец, учился в Рязанском высшем воздушно-десантном командном училище. По окончании учёбы он был направлен на службу в Тулу, в 106-ю гвардейскую воздушно-десантную дивизию. Оттуда — в Наро-Фоминск, где дислоцируются некоторые части 106-й дивизии. Потом по собственному желанию направлен на службу в Чечню. Зарекомендовал себя грамотным, толковым командиром. Награждён орденом Мужества и медалью «За отвагу». Закончил Военную академию имени Фрунзе. В настоящее время проходит службу в звании подполковника.
Младший сын Дмитрий также окончил Рязанское воздушно-десантное командное училище. После окончания год прослужил в ВДВ и также по собственному желанию уехал служить в Чечню. В Чечне служил в должности командира разведвзвода. Благодаря ему и его разведчикам были получены разведданные, по которым были уничтожены два лагеря боевиков, перехвачен караван с наёмниками, ликвидированы два схрона с оружием. За это время он не потерял ни одного солдата, зато сам подорвался на мине во время ведения разведки в тылу боевиков. Разведчики вынесли своего раненого командира к позициям федеральных сил, он был доставлен вертолётом в Моздок, а оттуда в Москву, в Главный военный клинический госпиталь имени Бурденко. В госпитале Дмитрия навещал, а затем лично помогал в организации его дальнейшего лечения за рубежом спикер парламента С. М. Миронов, за что в стенах областного собрания Свердловской области был пожалован дарственным златоустовским клинком из рук Хабарова-старшего. После выздоровления, Дмитрий собирался продолжить службу в ВДВ, но был вынужден выйти в запас по состоянию здоровья. Награждён орденом Мужества.